# Fabienne Wenger
Fabienne Wenger (2006) è una sciatrice alpina svizzera.

## Biografia
Sciatrice polivalente attiva dal novembre del 2022, la Wenger non ha esordito in Coppa Europa o in Coppa del Mondo e non ha preso parte a rassegne olimpiche o iridate.

## Palmarès

### Campionati svizzeri
- 1 medaglia:
  - 1 oro (discesa libera nel 2024)